# Distrito de Łask
Łask (polaco: powiat łaski) es un distrito (powiat) del voivodato de Łódź (Polonia). Fue constituido el 1 de enero de 1999 como resultado de la reforma del gobierno local de Polonia aprobada el año anterior. Limita con otros seis distritos de Łódź: al norte con Poddębice, al este con Pabianice, al sudeste con Bełchatów, al suroeste con Wieluń y al oeste con Sieradz y Zduńska Wola; y está dividido en cinco municipios (gmina): uno urbano-rural (Łask) y cuatro rurales (Buczek, Sędziejowice, Widawa y Wodzierady). En 2011, según la Oficina Central de Estadística polaca, el distrito tenía una superficie de 618,23 km² y una población de 50 874 habitantes.